# Arbutus madrensis
Arbutus madrensis är en ljungväxtart som beskrevs av M.S. González-elizondo. Arbutus madrensis ingår i släktet Arbutus och familjen ljungväxter. Inga underarter finns listade i Catalogue of Life.